# Calciatori del Siracusa Calcio 1924
(Giangiacomo Magnani, ex giocatore del Siracusa, 2 febbraio 2018)
Nel Siracusa hanno giocato circa 800 calciatori, nella maggior parte dei casi di nazionalità italiana. Il più celebrato nella città aretusea è Amedeo Crippa.

## Capitani

Capitan Crippa alza al cielo la Coppa Italia Semiprofessionisti

Il primo capitano di una delle società progenitrici del Siracusa, il Gargallo, è stato Genesio Pioletti, che oltre ad aver indossato la fascia (dal 1924 a 1926) ha poi successivamente allenato gli azzurri. Tra i calciatori che hanno indossato nel passato la fascia di capitano, ce ne sono diversi che hanno lasciato il segno e maggiori ricordi nella tifoseria siracusana. Sicuramente il maggior tributo viene riservato al sopraccitato Amedeo Crippa, capitano di tante battaglie che ha militato per quasi tutta la sua carriera calcistica nel Siracusa. Crippa, milanese di nascita e siracusano di adozione, vi ha militato consecutivamente dal 1970 al 1984, collezionando il record di presenze (462 tra campionato e coppa Italia) in maglia azzurra, ma soprattutto mantenendo la fascia di capitano per sette anni di fila, facendo di lui il capitano più longevo della storia del Siracusa. Crippa ebbe anche il privilegio di alzare al cielo la Coppa Italia Semiprofessionisti vinta al termine della stagione 1978-1979. Altro capitano indimenticabile è stato Sandro Degl'Innocenti, anch'egli ha indossato la fascia di capitano per un lungo periodo (dal 1966 al 1972), rimanendo tra l'affetto indiscusso della piazza, ma che a differenza di Crippa non è rimasto a vivere a Siracusa bensì è tornato nella sua Toscana. Negli anni novanta è il centrocampista Primo Maragliulo a lasciare un bel ricordo alla piazza, con le sue indiscusse doti tecniche, manifestato il ruolo di leader in campo. L'ultimo ad indossare la fascia dell'AS Siracusa è stato invece Marco Giampaolo (che ha poi intrapreso una carriera brillante da allenatore anche in serie A), manifestando grande attaccamento alla maglia pur non percependo alcun stipendio (come il resto dei suoi compagni di squadra) per via della pesante crisi economica che attanagliava il club. Il capitano più giovane è stato invece Giovanni Iodice, che ha indossato la fascia dal 2008 al 2010 (all'epoca ventiduenne).
Vengono ricordati con affetto anche i siracusani Pietro Cancelliere, Egizio Rubino, il floridiano Giovanni Grande, Giovanni Pisano, Luca Aprile e Luigi Calabrese. Il ruolo di capitano ricoperto nell'insolito campionato di Terza Categoria 2012-13 (gli azzurri ripartirono dalla categoria più bassa dopo non essersi iscritti alla terza serie nel luglio 2012) è stato affidato a Gaetano Favara, ultras della Curva Anna che in quell'anno ricopriva anche la carica di presidente del nuovo Siracusa. Tra i capitani, si ricordano anche giocatori di spicco del calcio italiano come Giuseppe Mascara (2014-2015) e Davide Baiocco (2011-2012 e 2015-2016).
I sopracitati dati fanno riferimento ai capitani conosciuti, elencati nell'elenco sottostante.
| Calciatore                 | Ruolo | Stagioni al club                 | Stagioni da capitano | Presenze | Reti |
| -------------------------- | ----- | -------------------------------- | -------------------- | -------- | ---- |
| Genesio Pioletti           | C     | 1924-1929                        | 1924-1929 (5)        | 51       | 3    |
| Piero Gemme                | A     | 1926-1930                        | 1929-1930 (1)        | 66       | 25   |
| Vincenzo Lumia             | C     | 1928-1930 e 1931-1932            | 1931-1932 (1)        | 51       | 31   |
| Pietro Salussoglia         | D     | 1928-1935                        | 1932-1935 (3)        | 125      | 13   |
|                            |       | club inattivo                    | 1935-1937            |          |      |
| Pietro Cancelliere         | D     | 1937-1945                        | 1937-1945 (8)        | 134      | 11   |
| Remo Peroncelli            | P     | 1946-1950                        | 1946-1950 (4)        | 128      | -171 |
| Egizio Rubino              | C     | 1939-1945 e 1947-1953            | 1951-1953 (2)        | 237      | 28   |
| Giuseppe Marchetto         | D     | 1947-1954                        | 1953-1954 (1)        | 198      | 3    |
| Giovanni Bussone           | C     | 1949-1957                        | 1954-1957 (3)        | 178      | 7    |
| Giuseppe Radaelli          | A     | 1954-1959                        | 1957-1959 (2)        | 132      | 10   |
| Mario Panigada             | C     | 1957-1963                        | 1959-1963 (4)        | 156      | 2    |
| Rocco Testa                | A     | 1960-1968                        | 1963-1966 (3)        | 246      | 60   |
| Alessandro Degli Innocenti | D     | 1965-1975                        | 1966-1972 (5)        | 286      | 8    |
| Danilo Mayer               | D     | 1972-1975                        | 1972-1975 (3)        | 112      | 3    |
| Amedeo Crippa              | D     | 1970-1984                        | 1975-1984 (10)       | 462      | 4    |
| Giovanni Grande            | C     | 1981-1986 e 1995-1997            | 1984-1986 (2)        | 195      | 8    |
| Renzo Martin               | D     | 1986-1988                        | 1987-1988 (1)        | 52       | 2    |
| Giorgio Di Bari            | D     | 1986-1990 e 1993-1995            | 1988-1989 (1)        | 204      | 2    |
| Francesco Pannitteri       | A     | 1984-1988 e 2002-2003            | 1989-1990 (1)        | 208      | 68   |
| Primo Maragliulo           | C     | 1989-1993                        | 1990-1993 (3)        | 117      | 11   |
| Alessandro Marcellino      | C     | 1992-1994                        | 1993-1994 (1)        | 28       | 4    |
| Marco Giampaolo            | D     | 1993-1995                        | 1994-1995 (1)        | 49       | 2    |
| Roberto Regina             | D     | 1984-1986 e 1994-1999            | 1995-1999 (4)        | 198      | 10   |
| Salvatore D'Agostino       | C     | 1999-2000 e 2001-2002            | 1999 (1)             | 53       | 9    |
| Biagio Lavinio             | C     | 1999-2000                        | 2000 (1)             | 21       | 0    |
| Giovanni Aiello            | C     | 1999-2001                        | 2000-2001 (1)        | 60       | 0    |
| Domenico Puntillo          | D     | 2000-2002                        | 2001-2002 (1)        | 62       | 4    |
| Francesco Pannitteri       | A     | 1984-1988 e 2002-2003            | 2002-2003 (2)        | 208      | 68   |
| Luca Aprile                | P     | 1987-1991, 1993-1995 e 2003-2005 | 2003-2004 (1)        | 68       | -55  |
| Giovanni Pisano            | A     | 1984-1985 e 2004-2006            | 2004-2006 (2)        | 29       | 16   |
| Renato Mancini             | D     | 2006-2007                        | 2006-2007 (1)        | 29       | 1    |
| Gaetano Romano             | A     | 2007-2008                        | 2007-2008 (2)        | 23       | 16   |
| Carmelo Bonarrigo          | C     | 2006-2008 e 2013                 | 2008-2009 (1)        | 86       | 33   |
| Maurizio De Pascale        | D     | 2007-2008 e 2009-2010            | 2007-2008 (1)        | 107      | 2    |
| Maximiliano Ginobili       | D     | 2007-2009                        | 2008 (1)             | 46       | 1    |
| Giovanni Iodice            | D     | 2006-2011                        | 2008-2010 (2)        | 126      | 3    |
| Maurizio De Pascale        | D     | 2007-2008 e 2009-2010            | 2010 (1)             | 107      | 2    |
| Giovanni Ignoffo           | D     | 2010-2012                        | 2010-2011 (1)        | 50       | 2    |
| Davide Baiocco             | C     | 2011-2012 e 2015-2017            | 2011-2012 (1)        | 78       | 3    |
| Gaetano Favara             | C     | 2012-2013                        | 2012-2013 (1)        | 14       | 6    |
| Carmelo Bonarrigo          | C     | 2006-2008 e 2013                 | 2013 (1)             | 86       | 33   |
| Luigi Calabrese            | C     | 1999-2005, 2011-2012 e 2013-2014 | 2013-2014 (1)        | 186      | 5    |
| Giuseppe Mascara           | A     | 2014-2015                        | 2014-2015 (1)        | 31       | 14   |
| Davide Baiocco             | C     | 2011-2012 e 2015-2017            | 2015-2017 (2)        | 78       | 3    |
| Fernando Spinelli          | C     | 2010-2012 e 2015-2018            | 2017-2018 (1)        | 160      | 3    |
| Marco Turati               | D     | 2016-2019                        | 2018-2019 (1)        | 83       | 6    |
| Antonio Orefice            | D     | 2014-2017 e 2019-2020            | 2019-2020 (1)        | 82       | 1    |
| Emanuele Catania           | A     | 2015-2019 e 2020-2022            | 2020-2021 (1)        | 169      | 73   |
| Carmine Giordano           | C     | 2010-2012, 2015-2018, 2020-2023  | 2021-2023 (2)        | 225      | 7    |
| Andrea Russotto            | A     | 2023-2025                        | 2023-2024 (1)        | 45       | 10   |
| Domenico Maggio            | A     | 2023-2025                        | 2024-2025 (1)        | 75       | 36   |

Codici:

P: Portiere,
D: Difensore,
C: Centrocampista,
A: Attaccante.

## Statistiche e record

Bruno Micheloni, miglior realizzatore del Siracusa targato Serie B con le sue 53 reti

Il calciatore che annovera più presenze in maglia azzurra è Amedeo Crippa con 462 gare ufficiali disputate (suddivise 393 in campionato, 66 in coppa Italia, 3 nel torneo anglo-italiano). Indossò a lungo anche la fascia di capitano. Il giocatore più giovane ad aver indossato la fascia di capitano è Giovanni Iodice, allora ventiduenne, che dal 2006 al 2011 totalizzò 126 presenze.
Il calciatore straniero con maggiori presenze in maglia azzurra è l'argentino Fernando Spinelli con 160 gare ufficiali tra campionato e Coppa Italia.
Il giocatore che detiene il record di marcature in gare ufficiali è Francesco Pannitteri con 68 reti (suddivise 49 in campionato, 18 in coppa Italia, 1 play off promozione). Seguono Luciano Cavaleri con 63 (suo il primo gol degli azzurri in Serie B) ed Emanuele Catania con 62. A realizzare più gol in una singola partita è stato Genesio Pioletti con 6 reti in Tommaso Gargallo-Esperia 9-0 del 1923; seguono Lillo Nobile e Francesco Pannitteri con 4 gol, rispettivamente in Siracusa-Bisceglie 8-0 del 1941 e in Siracusa-Marsala 4-1 del 2002. 
Il calciatore straniero con più realizzazioni in maglia azzurra fu l'uruguaiano Washington Cacciavillani (soprannominato El Chico) totalizzando 26 marcature tra campionato e coppa nazionale.
Il portiere che detiene il record di minuti di imbattibilità è Vincenzo Fazzino (1.082'). Il suo primato si estende dall'undicesima giornata (29 novembre 1970, Siracusa-Trapani 1-1, pareggio trapanese al 66°) alla ventitreesima giornata (28 febbraio 1971, Siracusa-Avola 2-1, rete degli ospiti al 68°) del campionato 1970-1971. Al termine di quella stagione, il Siracusa subì solamente 11 reti.

### Capocannonieri
Di seguito i calciatori del Siracusa laureatisi capocannonieri in campionato. Fra parentesi è indicato il torneo in questione.
- 17  Walter Ballarin (1978-1979, Serie C2)
- 15  Andrea Telesio (1981-1982, Serie C2)
- 15  Girolamo Bizzarri (1990-1991, Serie C1)
- 23  Antonino De Luca (1997-1998, Eccellenza)
- 20  Francesco Pannitteri (2002-2003, Serie D)
- 24  Vincenzo Cosa (2008-2009, Serie D)
- 14  Mirko Bianchini (2012-2013, Terza Categoria)
- 21  Emanuele Catania (2015-2016, Serie D)
- 18  Domenico Maggio,  Giuliano Alma (2023-2024, Serie D)

### Primatisti stagionali
Di seguito i primatisti di presenze e reti stagione per stagione.
Presenze
- 1924-1925:  Pioletti, Cichero (5)
- 1925-1926:  Pioletti, Alvarez (6)
- 1926-1927:  Pioletti, Dugo (12)
- 1927-1928:  Pioletti, Mirabella (10)
- 1928-1929:  Della Casa, Alvarez (24)
- 1929-1930:  Cavedoni (27)
- 1930-1931:  Salussoglia (21)
- 1931-1932:  Salussoglia (27)
- 1932-1933:  Macchi (21)
- 1933-1934:  Salussoglia (30)
- 1934-1935:  Salussoglia, Cristina (12)
- 1935-1937:  inattivo
- 1937-1938:  Lenzi, Cancellieri (10)
- 1938-1939:  Cancellieri, Pugliese (21)
- 1939-1940:  Cancellieri, Toso (28)
- 1940-1941:  Cancellieri, Mazzoli (27)
- 1941-1942:  Cancellieri, Pugliese (24)
- 1942-1943:  Cancellieri, Casagrande (12)
- 1943-1944:  sospeso per cause belliche
- 1944-1945:  ? (?)
- 1945-1946:  Ambrogio, Pala (20)
- 1946-1947:  Peroncelli, Pala (30)
- 1947-1948:  Cascio, Marchetto(34)
- 1948-1949:  D'Alconzo, Peroncelli (38)
- 1949-1950:  Bussone (40)
- 1950-1951:  Bussone, Falanca (39)
- 1951-1952:  Marchetto (38)
- 1952-1953:  Occhetta (33)
- 1953-1954:  Romano (34)
- 1954-1955:  Della Frera, Petrozzi (34)
- 1955-1956:  Nattino (33)
- 1956-1957:  Vairani (34)
- 1957-1958:  Radaelli (30)
- 1958-1959:  Mora (31)
- 1959-1960:  Baccalini, Robbiati (34)
- 1960-1961:  Tarantino, Baccalini (34)
- 1961-1962:  Azzali (34)
- 1962-1963:  Testa, Follador (34)
- 1963-1964:  Malavasi (33)
- 1964-1965:  Corvino (32)
- 1965-1966:  Testa (32)
- 1966-1967:  Massari (34)
- 1967-1968:  Peretta (35)
- 1968-1969:  Venturelli (33)
- 1969-1970:  Peretta (34)
- 1970-1971:  Schiavo (36)
- 1971-1972:  Sperotto (38)
- 1972-1973:  Mayer,Molinari (38)
- 1973-1974:  Mayer, Bissoli (38)
- 1974-1975:  Vulpiani (38)
- 1975-1976:  Crippa (37)
- 1976-1977:  Rappa, Gobbi (37)
- 1977-1978:  Bellavia (38)
- 1978-1979:  Favero (33)
- 1979-1980:  Crippa, Ferioli (34)
- 1980-1981:  Nobile, Ferioli (33)
- 1981-1982:  Labrocca, Papale (33)
- 1982-1983:  Moro (32)
- 1983-1984:  Borsani, Piccinetti (31)
- 1984-1985:  Codispoti (34)
- 1985-1986:  Grande, Vaccaro (32)
- 1986-1987:  Cristiano (34)
- 1987-1988:  Mariotti (32)
- 1988-1989:  Di Bari, Torchia (33)
- 1989-1990:  Torchia (33)
- 1990-1991:  Maragliulo, Paradiso (31)
- 1991-1992:  Didonè (34)
- 1992-1993:  Birtig (33)
- 1993-1994:  Marcon (34)
- 1994-1995:  Bianchessi (34)
- 1995-1996:  Misseri, Bazzano (27)
- 1996-1997:  Quattropani (30)
- 1997-1998:  Garro (30)
- 1998-1999:  Giacalone, Cosentino (31)
- 1999-2000:  Polessi (28)
- 2000-2001:  Abate (36)
- 2001-2002:  Strano (33)
- 2002-2003:  Del Vecchio, Macrì (35)
- 2003-2004:  Montalto (31)
- 2004-2005:  Boemia (36)
- 2005-2006:  Cirillo (34)
- 2006-2007:  Bonarrigo (40)
- 2007-2008:  Bonarrigo (34)
- 2008-2009:  G. Catania (33)
- 2009-2010:  Lewandowski (31)
- 2010-2011:  Marco Mancosu (32)
- 2011-2012:  P. Baiocco (37)
- 2012-2013:  Bianchini (20)
- 2013-2014:  ? (?)
- 2014-2015:  Pettinato (29)
- 2015-2016:  E. Catania, Chiavaro, (34)
- 2016-2017:  Santurro (39)
- 2017-2018:  Bernardo (34)
- 2018-2019:  E. Catania (32)
- 2019-2020:  E.I. Alfieri (31)
- 2020-2021:  E. Catania (20)
- 2021-2022:  M. Montagno Grillo (32)
- 2022-2023:  L. Savasta (36)
- 2023-2024:  G. Alma (37)

Reti
- 1924-1925:  Cichero (6)
- 1925-1926:  Alvarez, Di Leo (4)
- 1926-1927:  Bagnoli (11)
- 1927-1928:  Gemme (9)
- 1928-1929:  Lumia (10)
- 1929-1930:  Lumia (14)
- 1930-1931:  Macchi (10)
- 1931-1932:  Benedetti (22)
- 1932-1933:  Alberto Devoto (6)
- 1933-1934:  Cristina Olenich (9)
- 1934-1935:  Stoppa (4)
- 1935-1937:  inattivo
- 1937-1938:  Ferrero (9)
- 1938-1939:  Spanghero (8)
- 1939-1940:  Mazzoli (13)
- 1940-1941:  Mazzoli (14)
- 1941-1942:  Mazzoli (20)
- 1942-1943:  Rubino (8)
- 1943-1944:  sospeso per cause belliche
- 1944-1945:  ? (?)
- 1945-1946:  Carussio (4)
- 1946-1947:  Flumini (15)
- 1947-1948:  Cavaleri (9)
- 1948-1949:  D'Alconzo (11)
- 1949-1950:  Micheloni (22)
- 1950-1951:  Micheloni (22)
- 1951-1952:  Cavaleri, Secchi (9)
- 1952-1953:  Cavaleri (10)
- 1953-1954: Petrozzi, Zucchini (6)
- 1954-1955:  Zucchini (10)
- 1955-1956:  Zucchini (19)
- 1956-1957:  Bislenghi Badiali (7)
- 1957-1958:  Alicata (12)
- 1958-1959:  Pulvirenti (6)
- 1959-1960:  Baccalini (9)
- 1960-1961:  Testa (11)
- 1961-1962:  Testa, Baccalini (9)
- 1962-1963:  Testa (14)
- 1963-1964:  Testa (8)
- 1964-1965:  Guardavaccaro (9)
- 1965-1966:  Meneghetti (8)
- 1966-1967:  Testa, Bottarelli (5)
- 1967-1968:  Spoletini (5)
- 1968-1969:  Venturelli (9)
- 1969-1970:  Peluso, Lobascio (8)
- 1970-1971:  Lobascio (7)
- 1971-1972:  Sperotto (11)
- 1972-1973:  Vulpiani (9)
- 1973-1974:  Vulpiani (10)
- 1974-1975:  La Brocca (8)
- 1975-1976:  Mangiapane (8)
- 1976-1977:  Labellarte (13)
- 1977-1978:  Marullo (7)
- 1978-1979:  Ballarin (17)
- 1979-1980:  Ballarin, D'Agostino (8)
- 1980-1981:  Zanotti (4)
- 1981-1982:  Telesio (15)
- 1982-1983:  Prima (14)
- 1983-1984:  Piccinetti (10)
- 1984-1985:  Pitino (11)
- 1985-1986:  Cannavò (9)
- 1986-1987:  Spinella (10)
- 1987-1988:  Spinella (5)
- 1988-1989:  Mezzini (10)
- 1989-1990:  Pannitteri (15)
- 1990-1991:  Bizzarri (15)
- 1991-1992:  Paradiso (11)
- 1992-1993:  Maragliulo (4)
- 1993-1994:  Limetti (6)
- 1994-1995:  Libro (8)
- 1995-1996:  Lo Iacono (14)
- 1996-1997:  Mallia (13)
- 1997-1998:  De Luca (23)
- 1998-1999:  Filicetti (4)
- 1999-2000:  Riganò (16)
- 2000-2001:  Abate, Filicetti (9)
- 2001-2002:  Cosimano (11)
- 2002-2003:  Pannitteri (20)
- 2003-2004:  Selvaggio (11)
- 2004-2005:  Pisano (15)
- 2005-2006:  Cirillo (16)
- 2006-2007:  Bonarrigo (18)
- 2007-2008:  Panatteri (11)
- 2008-2009:  Cosa (24)
- 2009-2010:  Dal Rio (10)
- 2010-2011:  Mancino (12)
- 2011-2102:  Mancosu,  Longoni (8)
- 2012-2013:  Bianchini (14)
- 2013-2014:  Carbonaro (13)
- 2014-2015:  Mascara (16)
- 2015-2016:  E. Catania (21)
- 2016-2017:  E. Catania (15)
- 2017-2018:  E. Catania, Scardina (6)
- 2018-2019:  E. Catania (10)
- 2019-2020:  G. Giannaula (21)
- 2020-2021:  E. Catania (11)
- 2021-2022:  M. Montagno Grillo (15)
- 2022-2023:  L. Savasta (19)
- 2023-2024:  D. Maggio (21)

### Formazione tipo del Siracusa nei vari campionati
Di seguito la formazione tipo degli azzurri nei rispettivi campionati in cui ha partecipato.
| Stagione | Formazione tipo | Categoria | Nota   |
| -------- | --- | --------- | ------ |
| 1924-25  | 1) Pizzitola, 2) Di Gaetano, 3) Dugo, 4) Pioletti, 5) Italia, 6) Annino, 7) Spinelli, 8) Gattuso, 9) De Micheli, 10) Sortino, 11) Rasso. All. Pioletti                | 2ª Div.   | [ 6 ]  |
| 1925-26  | 1) Peluso, 2) Sciuto, 3) Mirabella, 4) Dugo, 5) Pioletti, 6) Italia, 7) Bagnoli, 8) Gemme, 9) Di Leo, 10) Isaja, 11) Alvares. All. Pioletti                           | 2ª Div.   | [ 7 ]  |
| 1926-27  | 1) Peluso, 2) Sciuto, 3) Mirabella, 4) Zavaroni, 5) Dugo, 6) Italia, 7) Annino, 8) Gemme, 9) Sortino, 10) De Micheli, 11) Di Leo. All. Pioletti                       | 2ª Div.   |        |
| 1927-28  | 1) Peluso, 2) Bagnoli, 3) Sciuto, 4) Zavaroni, 5) Dugo, 6) Italia, 7) Della Casa, 8) Gemme, 9) Isaja, 10) Alvares, 11) Cavedoni. All. Pioletti                        | 2ª Div.   |        |
| 1928-29  | 1) Belelli, 2) Bagnoli, 3) Mirabella, 4) Zavaroni, 5) Salussoglia, 6) Della Casa, 7) Pinasco, 8) Macchi, 9) Gamna, 10) Lumia, 11) Cavedoni. All. Pioletti             | 2ª Div.   |        |
| 1929-30  | 1) Belelli, 2) Bagnoli, 3) Mirabella, 4) Zavaroni, 5) Salussoglia, 6) Della Casa, 7) Pinasco, 8) Macchi, 9) Gamna, 10) Lumia, 11) Cavedoni. All. Piselli              | 1ª Div.   | [ 8 ]  |
| 1930-31  | 1) Belelli, 2) Bagnoli, 3) Grandi, 4) Zavaroni, 5) Salussoglia, 6) Della Casa, 7) Ferrari, 8) Macchi, 9) Derchi, 10) Moruzzi, 11) Cavedoni. All. Winkler              | 1ª Div.   | [ 9 ]  |
| 1931-32  | 1) Vialardi, 2) Grandi, 3) Riparbelli, 4) Finotto, 5) Salussoglia, 6) Greppi, 7) Rinesi, 8) Macchi, 9) Benedetti, 10) Lumia, 11) Vigna. All. Mally                    | 1ª Div.   | [ 10 ] |
| 1932-33  | 1) Vialardi, 2) Ferrario, 3) Grandi, 4) Finotto, 5) Salussoglia, 6) Greppi, 7) Devoto, 8) Macchi, 9) Rinesi, 10) Benedetti, 11) Vigna. All. Mally                     | 1ª Div.   | [ 11 ] |
| 1933-34  | 1) Vialardi, 2) Ferrario, 3) Grandi, 4) Finotto, 5) Salussoglia, 6) Albertoni, 7) Prandani, 8) Olenich, 9) Cavazza, 10) Devoto, 11) Marazza. All. Olenich             | 1ª Div.   | [ 12 ] |
| 1934-35  | 1) Pancrazi, 2) Freschi, 3) Betti, 4) Finotto, 5) Salussoglia, 6) Prandani, 7) Piandri, 8) Paoletti, 9) Stoppa, 10) Ambrogio, 11) Cristina. All. Lelovics             | 1ª Div.   | [ 13 ] |
| 1935-36  | Inattivo |           |        |
| 1936-37  | Inattivo |           |        |
| 1937-38  | 1) Bearzì, 2) Pugliese, 3) Toso, 4) Gallitto, 5) Barcio, 6) Ambrogio, 7) Peresson, 8) Martinolli, 9) Abela, 10) Russinov, 11) Spanghero. All. Lenzi                   | 1ª Div.   | [ 14 ] |
| 1938-39  | 1) Bearzi, 2) Pugliese, 3) Toso, 4) Gallitto, 5) Cancelliere, 6) Ambrogio, 7) Peresson, 8) Martinolli, 9) Ferman, 10) Russinov, 11) Spanghero. All. Zanolla           | C         | [ 15 ] |
| 1939-40  | 1) Roberto, 2) Pugliese, 3) Toso, 4) Rossi, 5) Cancelliere, 6) Ambrogio, 7) Peternel, 8) Mazzoli, 9) Vecchina, 10) Felicani, 11) Spanghero. All. Vecchina             | C         | [ 16 ] |
| 1940-41  | 1) Pistorino, 2) Pugliese, 3) Toso, 4) Cancelliere, 5) Viani, 6) Ambrogio, 7) Peresson, 8) Matteoni, 9) Mazzoli, 10) Nobile, 11) Spanghero. All. Viani                | C         | [ 17 ] |
| 1941-42  | 1) Pappalardo, 2) Pugliese, 3) Colletta, 4) Rossi, 5) Cancelliere, 6) Nobile, 7) Peresson, 8) Mazzoli, 9) Trommino, 10) Mirabello, 11) Pistritto. All. Rossi          | C         | [ 18 ] |
| 1942-43  | 1) Pistorino, 2) Pugliese, 3) Gentile, 4) Rossi, 5) Cancelliere, 6) Casagrande, 7) Peresson, 8) Mirabello, 9) Mazzoli, 10) Rubino, 11) Nobile. All. D'Aquino          | C         | [ 19 ] |
| 1944-45  | Attività sospesa per guerra |           |        |
| 1945-46  | Attività sospesa per guerra |           |        |
| 1945-46  | 1) Pistorino, 2) Menegatti, 3) Ciurli, 4) Pala, 5) Ambrogio, 6) Carpinteri, 7) Paparella, 8) Carussio, 9) Nobile, 10) Fazzina, 11) Salvi. All. Cancelliere            | B         | [ 20 ] |
| 1946-47  | 1) Peroncelli, 2) Casuzzi, 3) Manfrè, 4) Fiore, 5) Ziz, 6) Pala, 7) Mele, 8) Chiarenza, 9) Cavaleri, 10) Mazzetti, 11) Flumini. All. Konig                            | B         | [ 21 ] |
| 1947-48  | 1) Peroncelli, 2) Fallanca, 3) Cascio, 4) Marchetto, 5) Ziz, 6) Bossi, 7) Quindici, 8) Polo, 9) Cavaleri, 10) Rubino, 11) Gigli. All. Mazzetti                        | B         | [ 22 ] |
| 1948-49  | 1) Peroncelli, 2) Fallanca, 3) Cascio, 4) Marchetto, 5) Ziz, 6) Bovoli, 7) Quindici, 8) Polo, 9) Mele, 10) Rubino, 11) Cavaleri. All. Migliorini                      | B         | [ 23 ] |
| 1949-50  | 1) Peroncelli, 2) Fallanca, 3) Susmel, 4) Marchetto, 5) Bovoli, 6) Bussone, 7) Cavaleri, 8) Camporese, 9) Micheloni, 10) Rubino, 11) Polo. All. Perazzolo             | B         | [ 24 ] |
| 1950-51  | 1) Peroncelli, 2) Fallanca, 3) Ottonello, 4) Marchetto, 5) Bovoli, 6) Bussone, 7) Cavaleri, 8) Roccasecca, 9) Micheloni, 10) Rubino, 11) Perazzolo. All. Perazzolo    | B         |        |
| 1951-52  | 1) Luisetto, 2) Fallanca, 3) Patrucco, 4) Occhetta, 5) Susmel, 6) Bussone, 7) Ganassi, 8) Marchetto, 9) Cavaleri, 10) Rubino, 11) Secchi. All. Perazzolo              | B         | [ 25 ] |
| 1952-53  | 1) Luisetto, 2) Fallanca, 3) Romano, 4) Occhetta, 5) Susmel, 6) Bussone, 7) Berruti, 8) Marchetto, 9) Cavaleri, 10) Rubino, 11) Polo. All. Rubino                     | B         | [ 26 ] |
| 1953-54  | 1) Panizzolo, 2) Fallanca, 3) Sanson, 4) Bussone, 5) Susmel, 6) Romano, 7) Angelini, 8) Marchetto, 9) Zucchini, 10) Celani, 11) Cavaleri. All. Rubino                 | C         | [ 27 ] |
| 1955-56  | 1) Biagi, 2) Gatti, 3) Bagliani, 4) Larini, 5) Giannuzzi, 6) Bussone, 7) Angelini, 8) Masperi, 9) Zucchini, 10) Bisleghi, 11) Radaelli. All. Brezzi                   | C         | [ 28 ] |
| 1956-57  | 1) Alfieri, 2) Gatti, 3) Vairani, 4) Bussone, 5) Gambini, 6) Marin, 7) Resta, 8) Bagliani, 9) Radaelli, 10) Bislenghi, 11) Badiali. All. Perazzolo                    | C         | [ 29 ] |
| 1957-58  | 1) Biondo, 2) Milanesi, 3) Cislaghi, 4) Darin, 5) Guarini, 6) Gambini, 7) Resta, 8) Panigada, 9) Radaelli, 10) Rubino, 11) Bossi. All. Perazzolo                      | C         | [ 30 ] |
| 1958-59  | 1) Bellagamba, 2) Fiore, 3) Cislaghi, 4) Darin, 5) Tarantino, 6) Gambini, 7) Resta, 8) Panigada, 9) Radaelli, 10) Troilo, 11) Cerbara. All. Perazzolo                 | C         | [ 31 ] |
| 1959-60  | 1) Ravera, 2) Bianco, 3) Cislaghi, 4) D'Odorico, 5) Tarantino, 6) Sala, 7) Robbiati, 8) Panigada, 9) Pastore, 10) Geremia, 11) Baccalini. All. Pugliese               | C         | [ 32 ] |
| 1960-61  | 1) Ravera, 2) Brunazzi, 3) Cislaghi, 4) Bibolini, 5) Tarantino, 6) Bitetto, 7) Baccalini, 8) Panigada, 9) Testa, 10) Cacciavillani, 11) Pastore. All. Vycpálek        | C         | [ 33 ] |
| 1961-62  | 1) Ravera, 2) Cairoli, 3) Magazzù, 4) Bibolini, 5) Tarantino, 6) Azzali, 7) Alicata, 8) Panigada, 9) Testa, 10) Cacciavillani, 11) Baccalini. All. Rubino             | C         | [ 34 ] |
| 1962-63  | 1) Trinelli, 2) Cairoli, 3) Follador, 4) Capecchi, 5) Bergonti, 6) Simeon, 7) Alicata, 8) Panigada, 9) Testa, 10) Cacciavillani, 11) Baccalini. All. Puppo            | C         | [ 35 ] |
| 1963-64  | 1) Bendin, 2) Cairoli, 3) Follador, 4) Malavasi, 5) Magazzù, 6) Cerutti, 7) Alicata, 8) Casini, 9) Testa, 10) Cacciavillani, 11) Nassi. All. Castagliola              | C         | [ 36 ] |
| 1964-65  | 1) Tancredi, 2) Alberti, 3) Drago, 4) Tibaldo, 5) Magazzù, 6) Cerutti, 7) Alicata, 8) Casini, 9) Testa, 10) Cacciavillani, 11) Paoloni. All. Casini & Testa           | C         | [ 37 ] |
| 1965-66  | 1) Ducati, 2) Degl'Innocenti, 3) Drago, 4) Frignani, 5) Peretta, 6) Artale, 7) Schincaglia, 8) Casini, 9) Testa, 10) Pomaro, 11) Meneghetti. All. Diotallevi          | C         | [ 38 ] |
| 1966-67  | 1) Ducati, 2) Degl'Innocenti, 3) Drago, 4) Massari, 5) Peretta, 6) Rodaro, 7) Celeghin, 8) Casini, 9) Testa, 10) Bottarelli, 11) Balestrieri. All. Casini & Testa     | C         | [ 39 ] |
| 1967-68  | 1) Ducati, 2) Degl'Innocenti, 3) Drago, 4) Bartolomei, 5) Peretta, 6) Russo, 7) Petronilli, 8) Massetta, 9) Testa, 10) Canetti, 11) Spoletini. All. Castagliola       | C         |        |
| 1968-69  | 1) Fazzino, 2) Degl'Innocenti, 3) Drago, 4) Erna, 5) Peretta, 6) Russo, 7) Luna, 8) Marinari, 9) Cilio, 10) Canetti, 11) Spoletini. All. Marsico                      | D         | [ 40 ] |
| 1969-70  | 1) Fazzino, 2) Degl'Innocenti, 3) Drago, 4) Bartolomei, 5) Peretta, 6) Cascone, 7) Petronilli, 8) Canetti, 9) Abbandonato, 10) Sinatra, 11) Spoletini. All. Giammarco | D         | [ 41 ] |
| 1970-71  | 1) Fazzino, 2) Degl'Innocenti, 3) Corvino, 4) Schiavo, 5) Conti, 6) Di Matteo, 7) Anastasio, 8) Bagnaschi, 9) Lobascio, 10) Vegna, 11) Paterlini. All. Benedetti      | D         | [ 42 ] |
| 1971-72  | 1) Bissoli, 2) Degl'Innocenti, 3) Nazzi, 4) Schiavo, 5) Conti, 6) Di Matteo, 7) Savian, 8) Drago, 9) Losio, 10) Bella, 11) Sperotto. All. Rosa                        | C         | [ 43 ] |
| 1972-73  | 1) Bissoli, 2) Degl'innocenti, 3) Nazzi, 4) Schiavo, 5) Mayer, 6) Crippa, 7) Torrisi, 8) Tacelli, 9) Vulpiani, 10) Canetti, 11) Esposito. All. Calvanese              | C         |        |
| 1973-74  | 1) Bissoli, 2) Degl'Innocenti, 3) Guerrato, 4) Schiavo, 5) Mayer, 6) Crippa, 7) Torrisi, 8) Rappa, 9) Vulpiani, 10) Canetti, 11) Bozzi. All. Rambone                  | C         | [ 44 ] |
| 1974-75  | 1) Bissoli, 2) Degl'Innocenti, 3) Bragatto, 4) Molinari, 5) Labrocca, 6) Crippa, 7) Torrisi, 8) Rappa, 9) Vulpiani, 10) Saturnino, 11) Bozzi. All. Sacchella          | C         | [ 45 ] |
| 1975-76  | 1) Bissoli, 2) Bragatto, 3) Restivo, 4) Molinari, 5) Filippone, 6) Crippa, 7) Rappa, 8) Brunetti, 9) Mangiapane, 10) Ferrandelli, 11) Bozzi. All. Sacchella           | C         | [ 46 ] |
| 1976-77  | 1) Bellavia, 2) Bragatto, 3) Saturnino, 4) Gobbi, 5) Filippone, 6) Crippa, 7) Torrisi, 8) Rappa, 9) Mangiapane, 10) Piacenti, 11) Labellarte. All. Lodi               | C         | [ 47 ] |
| 1977-78  | 1) Bellavia, 2) Bragatto, 3) Restivo, 4) Agosti, 5) De Simone, 6) Crippa, 7) Belfiore, 8) Giudice, 9) Qualano, 10) Cucurnia, 11) Marullo. All. Biagini                | C         | [ 48 ] |
| 1978-79  | 1) Bellavia, 2) Favero, 3) Restivo, 4) Agosti, 5) De Simone, 6) Crippa, 7) Petraccini, 8) Biasiolo, 9) Biagetti, 10) De Pasquale, 11) Ballarin. All. Facchin          | C2        | [ 49 ] |
| 1979-80  | 1) Ferioli, 2) Favero, 3) Santuccio, 4) Agosti, 5) Belfiore, 6) Crippa, 7) Petraccini, 8) Bitetto, 9) D'Agostino, 10) Biasiolo, 11) Ballarin. All. Facchin            | C1        | [ 50 ] |
| 1980-81  | 1) Ferioli, 2) Favero, 3) Valentini, 4) Labonia, 5) Polverino, 6) Crippa, 7) Agosti, 8) Sabatini, 9) Auteri, 10) Armenise, 11) Bortot. All. Lombardo                  | C1        | [ 51 ] |
| 1981-82  | 1) Papale, 2) Labrocca, 3) Guastella, 4) Baccillieri, 5) Boggia, 6) Crippa, 7) Canutto, 8) Grande, 9) Pesalovo, 10) Puce, 11) Telesio. All. Vieri                     | C2        | [ 52 ] |
| 1982-83  | 1) Moro, 2) Vitillo, 3) Santuccio, 4) Borsani, 5) Crippa, 6) Esposito, 7) Piccinetti, 8) Baccilieri, 9) Ferratti, 10) Agosti, 11) Prima. All. Trebbi                  | C2        | [ 53 ] |
| 1983-84  | 1) Nasuelli, 2) Borsani, 3) Marletta, 4) Baccilieri, 5) Crippa, 6) Esposito, 7) Piccinetti, 8) Tavarelli, 9) Grande, 10) Zanutto, 11) Prima. All. Zurlini             | C2        | [ 54 ] |
| 1984-85  | 1) Vaccaro, 2) Sciuto, 3) Codispoti, 4) D'Alfano, 5) Frioni, 6) Santuccio, 7) Pitino, 8) Regina, 9) Francioni, 10) Cucurnia, 11) Grande. All. Lombardo                | C2        | [ 55 ] |
| 1985-86  | 1) Vaccaro, 2) Sciuto, 3) Codispoti, 4) D'Alfano, 5) Moretto, 6) Santuccio, 7) Pitino, 8) Marsili, 9) Pannitteri, 10) Cucurnia, 11) Grande. All. Lombardo             | C2        |        |
| 1986-87  | 1) Cangeloti, 2) Mardocco, 3) Spinella, 4) Scotti, 5) Di Bari, 6) Serra, 7) Pannitteri, 8) Galfano, 9) Picco, 10) Martin, 11) Marino. All. Facchin                    | C2        |        |
| 1987-88  | 1) Torchia, 2) Milazzo, 3) Salice, 4) Scotti, 5) Di Bari, 6) Serra, 7) Pannitteri, 8) Valastro, 9) Olivotto, 10) Martin, 11) Marino. All. Lombardo                    | C2        |        |
| 1988-89  | 1) Torchia, 2) Salice, 3) Prochilo, 4) Di Bari, 5) Di Corato, 6) Figliomeni, 7) Pannitteri, 8) Aita, 9) Vizzini, 10) Martin, 11) Marino. All. Lombardo                | C2        |        |
| 1989-90  | 1) Torchia, 2) Ruscitti, 3) Salice, 4) Orlando, 5) Di Bari, 6) Figliomeni, 7) Pecoraro, 8) Del Giudice, 9) Bizzarri, 10) Maragliulo, 11) Pannitteri. All. Lombardo    | C1        |        |
| 1990-91  | 1) Zuccher, 2) Balleri, 3) Salice, 4) Zocchi, 5) Rondini, 6) Maragliulo, 7) Novelli, 8) Mazzuccato, 9) Bizzarri, 10) Didonè, 11) Paradiso. All. Cadregari             | C1        |        |
| 1991-92  | 1) Nioi, 2) Balleri, 3) Salice, 4) Cusatis, 5) Rondini, 6) Maragliulo, 7) Novelli, 8) Didonè, 9) Lucidi, 10) Pazzini, 11) Paradiso. All. Cadregari                    | C1        |        |
| 1992-93  | 1) Bianchessi, 2) Birtig, 3) Salice, 4) Caterino, 5) Cristiano, 6) Casabianca, 7) Zanetti, 8) Maragliulo, 9) Lucidi, 10) Marcellino, 11) Solimeno. All. Cadregari     | C1        |        |
| 1993-94  | 1) Marcon, 2) Zanotto, 3) Lambertini, 4) Di Bari, 5) Giampaolo, 6) Moz, 7) Esposto, 8) Lo Garzo, 9) Limetti, 10) Colucci, 11) Di Corcia. All. Sonzogni                | C1        | [ 56 ] |
| 1994-95  | 1) Bianchessi, 2) Lambertini, 3) Scaringella, 4) Giampaolo, 5) La Spada, 6) Migliaccio, 7) Casale, 8) Lo Garzo, 9) Libro, 10) Di Dio, 11) Cicconi. All. Sonzogni      | C1        |        |
| 1995-96  | 1) Garro, 2) Misseri, 3) Alessi, 4) Grande, 5) Regina, 6) Modicano, 7) Bazzano, 8) Messina, 9) Mallia, 10) Quattropani, 11) Lo Iacono. All. Grande                    | Pro       | [ 57 ] |
| 1996-97  | 1) Garro, 2) Alessi, 3) Pistritto, 4) Messina, 5) Regina, 6) Modicano, 7) Anastasi, 8) Grande, 9) Di Stefano, 10) Quattropani, 11) Lo Iacono. All. Grande             | Ecc       | [ 58 ] |
| 1997-98  | 1) Garro, 2) Cosentino, 3) Tibullo, 4) Giacalone, 5) Regina, 6) Scifo, 7) De Blasi, 8) De Feo, 9) De Luca, 10) Buccheri, 11) Marchese. All. Zampollini                | Ecc       | [ 59 ] |
| 1998-99  | 1) Rosato, 2) Cosentino, 3) Sapuppo, 4) Giacalone, 5) Regina, 6) Tarascio, 7) Andolina, 8) De Feo, 9) Libro, 10) Perfetti, 11) Marchese. All. Zampollini              | CND       |        |
| 1999-00  | 1) Polessi, 2) Mazzara, 3) Tarascio, 4) Aiello, 5) Quattrocchi, 6) Puntillo, 7) Nastasi, 8) Lavinio, 9) Abate, 10) D'Agostino, 11) Perotti. All. Alacqua              | Ecc       |        |
| 2000-01  | 1) Garro, 2) Russo, 3) Tarascio, 4) Aiello, 5) Esposito, 6) Puntillo, 7) Messina, 8) Calabrese, 9) Abate, 10) Filicetti, 11) Fecarotta. All. Galfano                  | Ecc       |        |
| 2001-02  | 1) Strano, 2) La Guzza, 3) De Mari, 4) Calabrese, 5) Nicolosi, 6) Puntillo, 7) Scuderi, 8) La Torre, 9) Cosimano, 10) Filicetti, 11) Gianguzzo. All. Strano           | Ecc       |        |
| 2002-03  | 1) Macrì, 2) Guido, 3) Del Giudice, 4) Lo Garzo, 5) Del Giudice, 6) Scifo, 7) Arcidiacono, 8) Adragna, 9) Pannitteri, 10) Baratto, 11) Teodoro. All. Alacqua          | D         |        |
| 2003-04  | 1) Aprile, 2) Montalto, 3) Sisalli, 4) Peter, 5) Quattrocchi, 6) Caruso, 7) Nunnari, 8) Rivolta, 9) Lupo, 10) Filicetti, 11) Selvaggio. All. Apuzzo                   | D         |        |
| 2004-05  | 1) Aprile, 2) Chiariello, 3) Daniele, 4) Peter, 5) Di Dio, 6) Ginobili, 7) Boemia, 8) Calabrese, 9) Pisano, 10) Zirafa, 11) Genova. All. Auteri                       | D         |        |
| 2005-06  | 1) Tarantino, 2) Ferraro, 3) Ferdico, 4) Chietti, 5) Mancini, 6) Casisa, 7) Intagliata, 8) Rufini, 9) Cirillo, 10) Di Mauro, 11) Di Sabato. All. Bellinvia            | D         |        |
| 2006-07  | 1) Casadei, 2) Tomacelli, 3) Lieti, 4) Iodice, 5) Pannozzo, 6) De Pascale, 7) Perrelli, 8) Pellegrino, 9) Palumbo, 10) Bonarrigo, 11) Romano. All. Lombardo           | D         |        |
| 2007-08  | 1) Fornoni, 2) Ginobili, 3) Strigari, 4) Mariniello, 5) Iodice, 6) De Pascale, 7) Bufalino, 8) Profeta, 9) Arcadio, 10) Bonarrigo, 11) Panatteri. All. Auteri         | D         |        |
| 2008-09  | 1) Fornoni, 2) Accaputo, 3) Strigari, 4) Mariniello, 5) Iodice, 6) Ginobili, 7) Bufalino, 8) Berti, 9) Cosa, 10) Sarli, 11) Catania. All. Auteri                      | D         |        |
| 2009-10  | 1) Cecere, 2) Nigro, 3) Iodice, 4) Perricone, 5) De Pascale, 6) Matinella, 7) Bufalino, 8) Berti, 9) Dal Rio, 10) Cardinale, 11) Dalì.All. Sonzogni                   | 2°Div     | [ 60 ] |
| 2010-11  | 1) Baiocco, 2) Lucenti, 3) Capocchiano, 4) Spinelli, 5) Moi, 6) Ignoffo, 7) Bufalino, 8) Giordano, 9) Abate, 10) Mancino, 11) Mancosu. All. Ugolotti                  | 1°Div     | [ 61 ] |
| 2011-12  | 1) P. Baiocco, 2) Giordano, 3) Capocchiano, 4) Fernandez, 5) Moi, 6) D. Baiocco, 7) Spinelli, 8) Pepe, 9) Fofana, 10) Mancosu, 11) Longoni. All. Sottil               | 1ª Div.   | [ 62 ] |
| 2012-13  | 1) Lombardo, 2) Amadore, 3) Piazzese, 4) Zammitti, 5) Fiaschitello, 6) Moncada, 7) Bianchini, 8) Favara, 9) Midolo, 10) Reale, 11) Albi. All. Lo Iacono               | 3°Cat     | [ 63 ] |
| 2013-14  | 1) Farò, 2) Lombardo, 3) Chiariello, 4) Liistro, 5) Diop, 6) Calabrese, 7) Scarano, 8) Visone, 9) Frittitta, 10) Palmiteri, 11) Garrasi. All. Strano                  | Ecc       | [ 64 ] |
| 2014-15  | 1) Vitale, 2) Liistro, 3) Santamaria, 4) Arena, 5) Orefice, 6) Pettinato, 7) Mascara, 8) Conti, 9) Contino, 10) D'Agosta, 11) Petrullo. All. Anastasi                 | Ecc       | [ 65 ] |
| 2015-16  | 1) D'Alessandro, 2) Barbiero, 3) Dentice, 4) Baiocco, 5) Vindigni, 6) Chiavaro, 7) Sibilli, 8) Giordano, 9) Savanarola, 10) Catania, 11) Dezai. All. Sottil           | D         | [ 66 ] |
| 2016-17  | 1) Santurro, 2) Brumat, 3) Dentice, 4) Spinelli, 5) Turati, 6) Pirrello, 7) Palermo, 8) Giordano, 9) Scardina, 10) Catania, 11) Valente. All. Sottil                  | C         |        |
| 2017-18  | 1) Tomei, 2) Liotti, 3) Daffara, 4) Spinelli, 5) Turati, 6) Magnani, 7) Parisi, 8) Palermo, 9) Scardina, 10) Catania, 11) Bernardo. All. Bianco                       | C         |        |
| 2018-19  | 1) Crispino, 2) Di Sabatino, 3) Daffara, 4) Del Col, 5) Turati, 6) Bruno, 7) Palermo, 8) G. Fricano, 9) Vasquez, 10) Catania, 11) Rizzo. All. Pazienza                | C         |        |
| 2019-20  | 1) Saitta, 2) Musso, 3) Bianchini, 4) Martines, 5) Orefice, 6) Costa, 7) Sollano, 8) Alfieri, 9) Giannaula, 10) Quarto, 11) Miraglia. All. Scifo                      | Pro       |        |
| 2020-21  | 1) Busà, 2) Puzzo, 3) Marfella, 4) Palmisano, 5) Pertosa, 6) Russo, 7) Abou, 8) Alfieri, 9) Grasso, 10) Catania, 11) Flores. All. Ignoffo                             | Ecc       |        |
| 2021-22  | 1) Ferla, 2) Puzzo, 3) Midolo, 4) Palmisano, 5) Giordano, 6) Midolo, 7) Montagno, 8) Fichera, 9) Ricca, 10) Catania, 11) Mascara. All. Mascara                        | Ecc       |        |
| 2022-23  | 1) Genovese, 2) Manservigi, 3) Ababei, 4) Privitera, 5) Pettinato, 6) Porcaro, 7) Maimone, 8) Palmisano, 9) Iraci, 10) Ficarrotta, 11) Savasta. All. Cacciola         | Ecc       |        |
| 2023-24  | 1) Lamberti, 2) Di Paola, 3) Sena, 4) Aliperta, 5) Benassi, 6) Suhs, 7) Limonelli, 8) Vacca, 9) Maggio, 10) Russotto, 11) Alma. All. Cacciola                         | D         |        |
| 2024-25  | 1) Iovino, 2) Puzone, 3) Pistolesi, 4) Acquadro, 5) Baldan, 6) Suhs, 7) Palermo, 8) Candiano, 9) Maggio, 10) Di Grazia, 11) Alma. All. Turati                         | D         |        |

## Statistiche individuali

### Lista delle prime maglie numerate
Di seguito l'elenco dei calciatori del Siracusa Calcio che hanno indossato per la prima volta delle maglie numerate nel corso della stagione 2016-2017.
| N. |                           | Ruolo | Calciatore             |
| -- | ------------------------- | ----- | ---------------------- |
| 1  | Italia (bandiera)         | P     | Antonio Santurro       |
| 2  | Italia (bandiera)         | D     | Liberato Filosa        |
| 3  | Italia (bandiera)         | D     | Pietro Dentice         |
| 4  | Italia (bandiera)         | C     | Davide Baiocco         |
| 4  | Italia (bandiera)         | D     | Emanuele Malerba       |
| 5  | Francia (bandiera)        | D     | Abdelaye Diakité       |
| 6  | Italia (bandiera)         | D     | Marco Turati           |
| 7  | Argentina (bandiera)      | A     | Lucas Longoni          |
| 8  | Italia (bandiera)         | C     | Carmine Giordano       |
| 9  | Italia (bandiera)         | A     | Alessandro De Respinis |
| 10 | Italia (bandiera)         | A     | Emanuele Catania       |
| 11 | Italia (bandiera)         | A     | Filippo Maria Scardina |
| 12 | Italia (bandiera)         |       | maglia ritirata        |
| 13 | Italia (bandiera)         | D     | Claudio Scianname'     |
| 14 | Argentina (bandiera)      | C     | Fernando Spinelli      |
| 15 | Costa d'Avorio (bandiera) | A     | Ange Tresor Dezai      |

| N. |                    | Ruolo | Calciatore           |
| -- | ------------------ | ----- | -------------------- |
| 16 | Italia (bandiera)  | D     | Alessandro Di Dio    |
| 16 | Italia (bandiera)  | A     | Elio De Silvestro    |
| 17 | Italia (bandiera)  | A     | Pasquale De Vita     |
| 17 | Italia (bandiera)  | C     | Giuseppe Russo       |
| 18 | Italia (bandiera)  | A     | Nicola Talamo        |
| 19 | Italia (bandiera)  | C     | Nicola Valente       |
| 20 | Italia (bandiera)  | D     | Matteo Brumat        |
| 21 | Italia (bandiera)  | D     | Alessandro Degrassi  |
| 21 | Italia (bandiera)  | A     | Mattia Persano       |
| 22 | Italia (bandiera)  | P     | Federico Gagliardini |
| 23 | Italia (bandiera)  | C     | Marco Palermo        |
| 24 | Italia (bandiera)  | D     | Roberto Pirrello     |
| 25 | Italia (bandiera)  | C     | Marco Toscano        |
| 26 | Brasile (bandiera) | A     | Matheus Cassini      |
| 26 | Italia (bandiera)  | D     | Alberto Cossentino   |
| 27 | Brasile (bandiera) | A     | Paulo Azzi           |

### Record di presenze
Di seguito l'elenco dei primatisti di presenze con la maglia del Siracusa Calcio. I giocatori in grassetto sono ancora in attività nel Siracusa.
1. 462  Amedeo Crippa (1970-1984)[71]
2. 286  Alessandro Degli Innocenti (1965-1975)[72]
3. 240  Rocco Testa (1960-1968)
4. 238  Egizio Rubino (1939-1945, 1947-1953)
5. 225  Carmine Giordano (2010-2012, 2015-2018, 2020-2023)[73]
6. 221  Luciano Cavaleri (1946-1954)
7. 217  Giovanni Grande (1981-1986, 1995-1997)[74]
8. 216  Francesco Pannitteri (1984-1988, 2002-2003)[75]
9. 204  Giorgio Di Bari (1986-1990, 1993-1995)[76]
10. 204  Armando Fallanca (1947-1954)
11. 202  Roberto Regina (1984-1986, 1995-1999)[77]
12. 198  Giuseppe Marchetto (1947-1954)
13. 187  Luigi Calabrese (1999-2005, 2011-2012, 2013-2014)[78]
14. 179  Giovanni Bussone (1949-1957)
15. 174  Marco Palermo (2014-2019), (2024-2025)[79]
16. 172  Pierangelo Agosti (1977-1983)[80]
17. 171  Alberto Canetti (1966-1971, 1972-1974)
18. 171  GiovanBattista Rappa (1973-1977, 1984-1986)
19. 170  Gianluca Filicetti (1998-2005)[81]
20. 169  Emanuele Catania (2015-2019, 2020-2022)[82]

### Record di reti
Di seguito l'elenco dei primatisti di marcature con la maglia del Siracusa Calcio. I giocatori in grassetto sono ancora in attività nel Siracusa.
1. 73  Emanuele Catania (2015-2019, 2020-2022)[83]
2. 68  Francesco Pannitteri (1984-1988, 2002-2003)[84]
3. 63  Luciano Cavaleri (1946-1954)
4. 60  Rocco Testa (1960-1968)
5. 58  Silvio Mazzoli (1939-1943)[85]
6. 53  Bruno Micheloni (1948-1951)
7. 38  Giuseppe Polo (1947-1951, 1952-1953)
8. 38  Carmelo Bonarrigo (2006-2008, 2013)[86]
9. 36  Domenico Maggio (2023-2025)[87]
10. 36  Gianluca Filicetti (1998-2005)[88]
11. 35  Guido Zucchini (1953-1956)
12. 35  Rosario Mallia (1995-1998)[89]
13. 34  Benedetto Benedetti (1931-1933)
14. 33  Walter Ballarin (1978-1980)[90]
15. 32  Alberto Macchi (1929-1933)
16. 31  Vincenzo Lumia (1928-1930, 1931-1932)
17. 31  Sergio Peresson (1937-1943)
18. 29  Vincenzo Cosa (2008-2009, 2010-2011)[91]
19. 29  Eros Baccalini (1959-1963)
20. 28  Egizio Rubino (1939-1945, 1947-1953)

### Record per numero di stagioni
Di seguito l'elenco dei primatisti di stagioni con la maglia del Siracusa Calcio. I giocatori in grassetto sono ancora in attività nel Siracusa.
1. 14  Amedeo Crippa (1970-1984)
2. 11  Egizio Rubino (1939-1945, 1947-1953)
3. 10  Sandro Degl'Innocenti (1965-1975)
4. 9  Luca Aprile (1986-1991, 1993-1995, 2003-2005)
5. 8  Carmine Giordano (2010-2012, 2015-2018, 2020-2023)
6. 8  Rocco Testa (1960-1968)
7. 8  Luciano Cavaleri (1946-1954)
8. 7  Giuseppe Marchetto (1947-1954)
9. 7  Giovanni Grande (1981-1986, 1995-1997)
10. 7  Luigi Calabrese (1999-2005, 2011-2012, 2013-2014)
11. 7  Giovanni Bussone (1949-1957)
12. 7  Armando Fallanca (1947-1954)
13. 7  Pietro Cancellieri (1937-1945)
14. 6  Marco Palermo (2014-2019, 2024-oggi)
15. 6  Francesco Barcio (1928-1931, 1938-1940, 1941-1942)
16. 6  Roberto Regina (1984-1986, 1995-1999)
17. 6  Francesco Pannitteri (1984-1988, 2002-2003)
18. 6  Giorgio Di Bari (1986-1990, 1993-1995)
19. 6  Gianluca Filicetti (1998-2005)
20. 6  Pietro Salussoglia (1928-1935)
21. 6  Emanuele Catania (2015-2019, 2020-2022)
22. 5  Fernando Horacio Spinelli (2010-2012, 2015-2018)
23. 5  Washington Cacciavillani (1960-1965)
24. 5  Alberto Canetti (1966-1969, 1972-1974)
25. 5  Giuseppe Peretta (1965-1970)
26. 5  Mario Panigada (1957-1963)
27. 5  Silvano Garro (1995-1999, 2000-2001)
28. 5  Federico Bufalino (2007-2011, 2013-2014)
29. 5  Sebastiano Schiavo (1970-1975)
30. 5  Giuseppe Radaelli (1954-1959)
31. 5  Giovanni Iodice (2006-2011)
32. 5  Enrico Casini (1962-1967)
33. 5  Giuseppe Polo (1947-1951, 1952-1953)

## Riconoscimenti

### Hall of Fame
Di seguito l'elenco dei 20 calciatori e allenatori azzurri maggiormente rappresentativi e tra i più amati dalla tifoseria siracusana nel corso degli anni:

#### Portieri
| N  | Nome              | Nazionalità       | Stagioni                        | Presenze | Goal |
| -- | ----------------- | ----------------- | ------------------------------- | -------- | ---- |
| 1  | Sisto Belelli     | Italia (bandiera) | 1929-1934                       | 71       | -?   |
| 2  | Mario Vialardi    | Italia (bandiera) | 1931-1934                       | 51       | -55  |
| 3  | Remo Peroncelli   | Italia (bandiera) | 1946-1950                       | 128      | -171 |
| 4  | Albano Luisetto   | Italia (bandiera) | 1950-1953                       | 57       | -?   |
| 5  | Vincenzo Ravera   | Italia (bandiera) | 1959-1962                       | 94       | -?   |
| 6  | Roberto Tancredi  | Italia (bandiera) | 1964-1965                       | 26       | -25  |
| 7  | Bruno Ducati      | Italia (bandiera) | 1965-1970                       | 109      | -?   |
| 8  | Vincenzo Fazzino  | Italia (bandiera) | 1967-1974, 1978-1982            | 105      | -?   |
| 9  | Giorgio Bissoli   | Italia (bandiera) | 1970-1976                       | 162      | -?   |
| 10 | Angelo Bellavia   | Italia (bandiera) | 1976-1979                       | 100      | -?   |
| 11 | Luigi Ferioli     | Italia (bandiera) | 1979-1981                       | 81       | -?   |
| 12 | Davide Torchia    | Italia (bandiera) | 1987-1990                       | 97       | -89  |
| 13 | Luca Aprile       | Italia (bandiera) | 1986-1991, 1993-1995, 2003-2005 | 80       | -?   |
| 14 | Giuseppe Nioi     | Italia (bandiera) | 1990-1992                       | 47       | -46  |
| 15 | Sergio Marcon     | Italia (bandiera) | 1993-1994                       | 33       | -29  |
| 16 | Domenico Cecere   | Italia (bandiera) | 2009-2010                       | 18       | -12  |
| 17 | Paolo Baiocco     | Italia (bandiera) | 2010-2012                       | 64       | -?   |
| 18 | Antonio Santurro  | Italia (bandiera) | 2016-2017                       | 39       | -44  |
| 19 | Matteo Tomei      | Italia (bandiera) | 2017-2018                       | 34       | -30  |
| 20 | Diamante Crispino | Italia (bandiera) | 2018-2019                       | 16       | -16  |

#### Difensori
| N  | Nome                      | Nazionalità       | Stagioni             | Presenze | Goal |
| -- | ------------------------- | ----------------- | -------------------- | -------- | ---- |
| 1  | Pietro Salussoglia        | Italia (bandiera) | 1928-1935            | 125      | 13   |
| 2  | Pietro Cancellieri        | Italia (bandiera) | 1937-1946            | 144      | 12   |
| 3  | Giuseppe Marchetto (1921) | Italia (bandiera) | 1947-1953            | 198      | 3    |
| 4  | Dino Bovoli               | Italia (bandiera) | 1947-1954            | 204      | 1    |
| 5  | Armando Fallanca          | Italia (bandiera) | 1947-1951            | 117      | 2    |
| 6  | Giovanni Bussone          | Italia (bandiera) | 1949-1957            | 179      | 7    |
| 7  | Alessandro Degl'Innocenti | Italia (bandiera) | 1965-1975            | 286      | 8    |
| 8  | Amedeo Crippa             | Italia (bandiera) | 1970-1984            | 462      | 7    |
| 9  | Nicola De Simone          | Italia (bandiera) | 1977-1979            | 73       | 0    |
| 10 | Luciano Favero            | Italia (bandiera) | 1978-1981            | 95       | 2    |
| 11 | Giorgio Di Bari           | Italia (bandiera) | 1986-1990, 1993-1995 | 204      | 2    |
| 12 | Sergio Salice             | Italia (bandiera) | 1986-1990, 1988-1993 | 168      | 1    |
| 13 | David Balleri             | Italia (bandiera) | 1990-1992            | 55       | 1    |
| 14 | Vincenzo Lambertini       | Italia (bandiera) | 1993-1995            | 49       | 0    |
| 15 | Elio Migliaccio           | Italia (bandiera) | 1994-1995            | 16       | 0    |
| 16 | Maurizio De Pascale       | Italia (bandiera) | 2006-2010            | 104      | 1    |
| 17 | Giovanni Iodice           | Italia (bandiera) | 2006-2011            | 126      | 4    |
| 18 | Giovanni Ignoffo          | Italia (bandiera) | 2010-2012            | 50       | 2    |
| 19 | Marco Turati              | Italia (bandiera) | 2016-2019            | 86       | 6    |
| 20 | Giangiacomo Magnani       | Italia (bandiera) | 2017-2018            | 19       | 1    |

#### Centrocampisti
| N  | Nome                 | Nazionalità          | Stagioni                        | Presenze | Goal |
| -- | -------------------- | -------------------- | ------------------------------- | -------- | ---- |
| 1  | Egizio Rubino        | Italia (bandiera)    | 1939-1945, 1947-1953            | 238      | 28   |
| 2  | Giuseppe Polo        | Italia (bandiera)    | 1947-1951, 1953-1953            | 152      | 38   |
| 3  | Sergio Susmel        | Italia (bandiera)    | 1950-1953                       | 89       | 6    |
| 4  | Eros Baccalini       | Italia (bandiera)    | 1959-1963                       | 118      | 29   |
| 5  | Fortunato Torrisi    | Italia (bandiera)    | 1973-1975, 1976-1977            | 90       | 5    |
| 6  | Giovanbattista Rappa | Italia (bandiera)    | 1973-1977, 1984-1987            | 171      | 8    |
| 7  | Antonio Petraccini   | Italia (bandiera)    | 1978-1980                       | 64       | 11   |
| 8  | Giorgio Biasiolo     | Italia (bandiera)    | 1978-1980                       | 51       | 7    |
| 9  | Sergio Ferretti      | Italia (bandiera)    | 1982-1984                       | 63       | 14   |
| 10 | Pasquale Marino      | Italia (bandiera)    | 1986-1989                       | 113      | 12   |
| 11 | Renzo Martin         | Italia (bandiera)    | 1987-1989                       | 61       | 2    |
| 12 | Primo Maragliulo     | Italia (bandiera)    | 1989-1993                       | 137      | 20   |
| 13 | Oreste Didonè        | Italia (bandiera)    | 1990-1992                       | 61       | 6    |
| 14 | Leonardo Colucci     | Italia (bandiera)    | 1993-1994                       | 41       | 8    |
| 15 | Marco Giampaolo      | Italia (bandiera)    | 1993-1995                       | 49       | 2    |
| 16 | Pasquale Logarzo     | Italia (bandiera)    | 1993-1995, 2002-2003            | 96       | 12   |
| 17 | Marco Mancosu        | Italia (bandiera)    | 2010-2012                       | 72       | 12   |
| 18 | Carmine Giordano     | Italia (bandiera)    | 2010-2012, 2015-2018, 2020-2023 | 225      | 7    |
| 19 | Fernando Spinelli    | Argentina (bandiera) | 2010-2012, 2015-2018            | 160      | 3    |
| 20 | Davide Baiocco       | Italia (bandiera)    | 2011-2012, 2015-2017            | 78       | 3    |

#### Attaccanti
| N  | Nome                     | Nazionalità        | Stagioni             | Presenze | Goal |
| -- | ------------------------ | ------------------ | -------------------- | -------- | ---- |
| 1  | Alberto Macchi           | Italia (bandiera)  | 1929-1933            | 93       | 32   |
| 2  | Silvio Mazzoli           | Italia (bandiera)  | 1939-1943            | 99       | 58   |
| 3  | Giacomo Mele             | Italia (bandiera)  | 1946-1950            | 69       | 15   |
| 4  | Luciano Cavaleri         | Italia (bandiera)  | 1946-1954            | 221      | 63   |
| 5  | Bruno Micheloni          | Italia (bandiera)  | 1948-1951            | 107      | 53   |
| 6  | Vincenzo Occhetta        | Italia (bandiera)  | 1951-1953            | 70       | 10   |
| 7  | Guido Zucchini           | Italia (bandiera)  | 1953-1956            | 88       | 35   |
| 8  | Washington Cacciavillani | Uruguay (bandiera) | 1960-1965            | 137      | 26   |
| 9  | Rocco Testa              | Italia (bandiera)  | 1960-1968            | 240      | 60   |
| 10 | Paolo Mangiapane         | Italia (bandiera)  | 1975-1978            | 78       | 14   |
| 11 | Ubaldo Biagetti          | Italia (bandiera)  | 1978-1979            | 29       | 7    |
| 12 | Walter Ballarin          | Italia (bandiera)  | 1978-1980            | 80       | 33   |
| 13 | Marcello Prima           | Italia (bandiera)  | 1982-1984            | 64       | 25   |
| 14 | Francesco Pannitteri     | Italia (bandiera)  | 1984-1990, 2002-2004 | 216      | 68   |
| 15 | Girolamo Bizzarri        | Italia (bandiera)  | 1989-1991            | 62       | 23   |
| 16 | Marco Limetti            | Italia (bandiera)  | 1993-1995            | 53       | 12   |
| 17 | Cosimo Sarli             | Italia (bandiera)  | 2008-2009            | 41       | 21   |
| 18 | Vincenzo Cosa            | Italia (bandiera)  | 2008-2009, 2010-2011 | 63       | 29   |
| 19 | Adriano Montalto         | Italia (bandiera)  | 2011-2012            | 15       | 5    |
| 20 | Emanuele Catania         | Italia (bandiera)  | 2015-2019, 2020-2021 | 169      | 73   |

#### Allenatori
| N  | Nome                        | Nazionalità          | Stagioni                              | Presenze |
| -- | --------------------------- | -------------------- | ------------------------------------- | -------- |
| 1  | Genesio Pioletti            | Italia (bandiera)    | 1924-1929                             | 56       |
| 2  | Antal Mally                 | Ungheria (bandiera)  | 1931-1933                             | 49       |
| 3  | Gipo Viani                  | Italia (bandiera)    | 1940-1941                             | 31       |
| 4  | Guido Mazzetti              | Italia (bandiera)    | 1946-1948                             | 57       |
| 5  | Mario Perazzolo             | Italia (bandiera)    | 1949-1951, 1957-1959                  | 154      |
| 6  | Egizio Rubino               | Italia (bandiera)    | 1952-1955, 1960-1962                  | 124      |
| 7  | Oronzo Pugliese             | Italia (bandiera)    | 1959-1960                             | 34       |
| 8  | Sandro Puppo                | Italia (bandiera)    | 1962-1963                             | 34       |
| 9  | Leonardo Costagliola        | Italia (bandiera)    | 1963-1965, 1968                       | 84       |
| 10 | Enzo Benedetti              | Italia (bandiera)    | 1970-1972                             | 59       |
| 11 | Salvador Calvanese          | Argentina (bandiera) | 1972-1974                             | 61       |
| 12 | Ulderico Sacchella          | Italia (bandiera)    | 1974-1977                             | 106      |
| 13 | Paolo Lombardo (calciatore) | Italia (bandiera)    | 1976-1978, 1980-1990, 1993-1994, 2007 | 304      |
| 14 | Carlo Facchin               | Italia (bandiera)    | 1978-1980, 1987                       | 129      |
| 15 | Adriano Cadregari           | Italia (bandiera)    | 1990-1993                             | 111      |
| 16 | Giuliano Sonzogni           | Italia (bandiera)    | 1994-1995, 2009-2010                  | 93       |
| 17 | Giuseppe Strano             | Italia (bandiera)    | 2001-2002, 2013-2014                  | 68       |
| 18 | Gaetano Auteri              | Italia (bandiera)    | 2004-2005, 2007-2009                  | 106      |
| 19 | Guido Ugolotti              | Italia (bandiera)    | 2010-2011                             | 30       |
| 20 | Andrea Sottil               | Italia (bandiera)    | 2011-2012, 2015-2017                  | 116      |

#### Presidente
| N  | Nome               | Nazionalità         | Stagioni             | Presenze |
| -- | ------------------ | ------------------- | -------------------- | -------- |
| 1  | Luigi Santuccio    | Italia (bandiera)   | 1924-1933            | 157      |
| 2  | Pierluigi Romano   | Ungheria (bandiera) | 1937-1940            | 68       |
| 3  | Sebastiano Aglianò | Italia (bandiera)   | 1946-1947            | 32       |
| 4  | Marcello Alagona   | Italia (bandiera)   | 1953-1957            | 170      |
| 5  | Matteo Sgarlata    | Italia (bandiera)   | 1959-1968            | 308      |
| 6  | Graziano Verzotto  | Italia (bandiera)   | 1970-1975            | 204      |
| 7  | Luigi Foti         | Italia (bandiera)   | 1976-1977, 1982-1984 | 124      |
| 8  | Claudio Cassone    | Italia (bandiera)   | 1978-1979, 1981-1982 | 87       |
| 9  | Giuseppe Imbesi    | Italia (bandiera)   | 1986-1989            | 126      |
| 10 | Gabriele Lanza     | Italia (bandiera)   | 1995-2004            | 345      |
| 11 | Luigi Salvoldi     | Italia (bandiera)   | 2004-2012            | 330      |
| 12 | Gaetano Cutrufo    | Italia (bandiera)   | 2013-2018, 2019-     | 221      |

## Contributo alle Nazionali

### Il Siracusa e le Nazionali di calcio
Di seguito è riportata la lista dei calciatori del Siracusa, che durante il loro periodo di militanza nel club, sono stati convocati in nazionale.
- Giovanni Caterino - (1992-1993) -  Italia U-21[92]
- Leonardo Colucci - (1993-1994) -  Italia U-21[93]
- Andrea Petta - (2011-2012) -  Italia U-20[94]
- Umberto Fazio - (2016-2017) -  Italia U-15[95]
- Ruben Falla - (2016-2017) -  Italia U-15[96]
- Carlo Incatasciato - (2016-2017) -  Italia U-17[97]
- Enrico Morales - (2016-2017) -  Italia U-17[98]
- Mattia Timmoneri - (2017-2018) -  Italia U-15[99]
- Gianmarco Argentino - (2017-2018) -  Italia U-17[100]
- Simone Mazzocchi - (2017-2018) -  Italia U-20[101]
- Luca Gozzo - (2018-2019) -  Italia U-15[102]

## Calciatori stranieri
Di seguito l'elenco dei calciatori stranieri che si sono susseguiti negli anni
- 1960-1965  Washington Cacciavillani
- 1980-1981  Antonio Labonia
- 2002-2003  Fabio Rogerio Theodoro
- 2003-2005  Peter Nnamdi Nnamani
- 2006-2007  Mihai Bosneagu
- 2007-2008  Juan Manuel Buzzi
 Mouelle Koum Moukoko
 Moussa Diarra
 Maximiliano Ginobili
- 2008-2009  Maximiliano Ginobili
- 2009-2010  Marc Lewandoski
- 2010-2011  Fernando Horacio Spinelli
 Jean Romaric Kevin Koffi
- 2011-2012  Fernando Horacio Spinelli
 Mariano Fernández
 Mohamed Fofana
 Lucas Longoni
- 2013-2014  Oumar Diop
- 2015-2016  Fernando Horacio Spinelli
 Ange Tresor Dezai
 Lucas Longoni
- 2016-2017  Fernando Horacio Spinelli
 Ange Tresor Dezai
 Lucas Longoni
 Falou Ndiaye Samb
 Abdelaye Diakité
 Matheus Cassini
 Paulo Azzi
- 2017-2018  Fernando Horacio Spinelli
 Martin Gonzalo Martinez
 Caetano Calil
- 2018-2019  Federico Vázquez
 Francesco Celeste
 Facundo Gustavo Ott Vale
 Rodrigo Martin Tuninetti
 Mariano Del Col
 Nicolas Cesar Rizzo
 Marcelo Alves Nahuel Da Silva
 Modou Diop
 Maurice Gomis
 Talla Souare
- 2019-2020  Esteban Ignacio Alfieri
 Jonathan Emanuel Castillo
 Juan Llama
- 2020-2021  Esteban Ignacio Alfieri
 Emanuel Damian Lazzarini
 Tomas Petruzzi Lopez
 Thierno Ibrahim Diallo
 Aboubahar Sidibe
 Badembo Jaiteh
 Lukas Lindholm Corner
 Ignacio Flores Ferrando
- 2020-2021  Tomás Agustín Paschetta
 Ibrahime Kanwi
 Alessandro Celin
- 2022-2023  Marian Sebastian Ababei
 Pau Servat Vidal
 Gaston Camara
 Yoann Arquin
- 2023-2024  Joaquin Suhs
 Leandro Teijo
 Toni Markić
 Donart Lubishtani
 Enzo Kakombola
 Luis Bracaj
- 2024-2025  Joaquin Suhs
 Kevin Vinetot
 Racine Ba
 Cheikh Alioune Sylla
- 2025-2026  Joaquin Suhs
 Racine Ba
 Etienne Marius Catena

### Calciatori per nazionalità
| Nazione              | Totale |
| -------------------- | ------ |
| Argentina            | 21     |
| Senegal              | 7      |
| Francia              | 6      |
| Brasile              | 5      |
| Costa d'Avorio       | 4      |
| Uruguay              | 2      |
| Gambia               | 2      |
| Romania              | 2      |
| Guinea               | 2      |
| Nigeria              | 1      |
| Mali                 | 1      |
| Svezia               | 1      |
| Spagna               | 1      |
| Martinica            | 1      |
| Bosnia ed Erzegovina | 1      |
| Kosovo               | 1      |
| Albania              | 1      |
| Totale giocatori     | 58     |
| Totale nazionalità   | 17     |

### Record presenze calciatori stranieri
- 160  Fernando Spinelli (2010-2012, 2015-2018)
- 137  Washington Cacciavillani (1960-1965)
- 71  Lucas Longoni (2011-2012, 2015-2017)
- 66  Joaquin Shus (2023-oggi)
- 52  Ange Tresor Dezai (2015-2017)
- 46  Esteban Ignacio Alfieri (2019-2021)
- 46  Maximiliano Ginobili (2007-2009)

### Record di reti calciatori stranieri
- 26  Washington Cacciavillani (1960-1965)
- 17  Lucas Longoni (2011-2012, 2015-2017)
- 13  Ange Tresor Dezai (2015-2017)
- 10  Esteban Ignacio Alfieri (2019-2021)
- 9  Federico Vázquez (2018-2019)
- 7  Mohamed Fofana (2011-2012)
- 7  Fabio Rogerio Theodoro (2002-2003)